# Varlık Vergisi
Le Varlık Vergisi est un impôt sur la fortune décidé par la Turquie en 1942, alors que le pays resté neutre durant la Seconde Guerre mondiale se retrouve dans une situation économique difficile. Cette taxation repose sur une base discriminatoire ; le montant prélevé sur les non-musulmans s'avérant bien supérieur à celui prélevé sur les musulmans alors que la république turque fondée en 1923 est censée assurer l'égalité entre les citoyens. Certains contribuables dans l'impossibilité de payer la taxe seront envoyés aux travaux forcés.

## Contexte

### Situation économique
Durant la guerre, la Turquie adopte une position de neutralité, sa situation économique est fragile, le pays est soumis à certaines pénuries et les dépenses militaires accrues grèvent le budget de l'État. Le commerce extérieur est florissant, la demande de matières premières s'accroissant à l'étranger, les produits turcs sont vendus au prix fort. Ces tendances entrainent une montée considérable de l'inflation. Durant le conflit, deux catégories professionnelles s'enrichissent ; les grands propriétaires agricoles presque exclusivement musulmans et certains commerçants et courtiers d'Istanbul principalement Juifs, Grecs et Arméniens.
| Groupe de population | Montant de l'impôt à payer,                       |
| -------------------- | ------------------------------------------------- |
| Arméniens            | 232 % ou à la discrétion de la commission ad hoc. |
| Juifs                | 179 % ou idem.                                    |
| Grecs                | 156 % ou idem.                                    |
| Musulmans            | 4,94 %                                            |

En raison de l'évasion fiscale mais surtout en l'absence d'un système d'imposition et de collecte moderne et efficace, ces fortunes échappent en grande partie à la taxation étatique.

### Situation des minorités non musulmanes
Sous le règne des sultans ottomans, l'économie est majoritairement contrôlée par les minorités non musulmanes de l'Empire : Grecs, Juifs, Arméniens, Levantins. Après 1908, et surtout pendant la Première Guerre mondiale, les Jeunes-Turcs lancent une « politique économique nationale » favorisant les musulmans en particulier via la spoliation des biens appartenant aux minorités chrétiennes, qui sera une des causes du génocide des Arméniens. La république turque, fondée en 1923, vote une loi en 1932 interdisant l'accès à la majorité des professions aux étrangers. Cette disposition vise en premier chef les minorités religieuses dont certains membres ont acquis une nationalité étrangère sous l'Empire ottoman. Durant la guerre, la propagande nazie rencontre un certain succès contrebalancé par un courant libéral favorable aux Alliés. Ainsi, le gouvernement continue d'employer des universitaires juifs allemands recrutés sous la présidence d'Atatürk et plusieurs consuls turcs contribueront au sauvetage des Juifs en Europe. Néanmoins, en Turquie, la publication de propagande antisémite connait une recrudescence.
Après les massacres et les spoliations massives de la Première Guerre mondiale, les autorités turques profitent une nouvelle fois du chaos politique mondial pour régler des questions intérieures de manière brutale, en l'occurrence mettre en place un système de taxation hautement discriminatoire pour les non-musulmans en général, les Arméniens en particulier, visant une nouvelle fois à leur affaiblissement et leur extermination de la nation turque[réf. nécessaire].

## Mise en place du Varlık Vergisi
Le Varlık Vergisi est décidé en tant que mesure d'urgence par le gouvernement de Şükrü Saracoğlu sous la présidence d'İsmet İnönü. La loi est approuvée à l'unanimité par l'assemblée nationale turque le 11 novembre 1942 et entre en vigueur le lendemain,. La taxe vise officiellement les détenteurs de propriétés, les gros propriétaires agricoles, les hommes d'affaires et certaines catégories de contribuables payant une taxe sur les salaires ou les bénéfices. Selon les termes de la loi, les propriétaires agricoles ne peuvent être taxés à plus de 5 % de leur capital. Les entreprises doivent payer un montant représentant de 50 à 75 % de leurs profits nets en 1941.
En ce qui concerne les autres contribuables, comme les commerçants du Grand Bazar d'Istanbul, historiquement grecs, arméniens et juifs, leur niveau d'imposition est laissé à la discrétion de commissions ad hoc « en accord avec leurs opinions ». Aucune déclaration de revenus ou de capital ne leur est demandée. Les commissions font leurs estimations puis exigent du contribuable qu'il paye la somme fixée sous un délai de 15 jours avec amende en cas de dépassement. Leur décision n'est pas sujette à appel. En l'absence de paiement au bout d'un mois, il est prévu d'envoyer la personne fautive effectuer des travaux forcés.
Une catégorisation secrète entre contribuables est effectuée, ils sont répartis en plusieurs listes selon leur obédience religieuse. C'est cet élément qui se révèle déterminant dans le calcul de la taxe à payer.
- La liste M (Müslüman) regroupe les musulmans.
- La liste G (Gayrimüslim), les non-musulmans.
- La liste E (Ecnebi), les étrangers.
- La liste D (Dönme), les musulmans d'origine grecque, arménienne ou juive[1].

Les Dönme doivent s'acquitter du double de ce que payent les musulmans. C'est la première fois dans l'histoire ottomane et turque que cette minorité fait l'objet de mesures discriminatoires.
Selon les instructions d'Ankara, les étrangers doivent être imposés au même niveau que les Turcs musulmans. Cependant, des défaillances lors de leur enregistrement, et le mauvais fonctionnement général de l'administration fait qu'ils sont souvent enregistrés en tant que Turcs non musulmans ce qui provoque l'intervention des ambassades étrangères en faveur de leurs ressortissants.

## Travaux forcés
Des milliers de non-musulmans se retrouvent dans l'incapacité de payer un "impôt" impayable, en raison des montants exorbitants exigés par les commissions ad hoc. Par exemple, sur la population arménienne d'Istanbul, principal lieu de survie de la communauté, hormis les quelques membres détenteurs de passeports étrangers ou bénéficiant d'appuis très haut placés, la quasi-totalité de la population mâle active, soit environ 25 000 individus se retrouve en incapacité de payer.
Après avoir soldé leur épargne, les intéressés sont ainsi contraints de vendre leur commerce. Cela ne suffit pas encore : l'administration se rend alors à leur domicile et brade leurs biens sur le pas de la porte à des Turcs. D'après les témoignages de survivants, l'administration laisse aux intéressés un matelas et une chaise par personne, et une table, en tout et pour tout.
Cependant, cela ne suffit toujours pas pour permettre à ces honnêtes commerçants, du Grand Bazar notamment, de s'acquitter du montant exigé.
Ce cas de figure a été soigneusement prévu par İsmet İnönü : les intéressés seront envoyés dès l'hiver dans une région reculée du Haut plateau arménien, à Aşkale près d'Erzerum, à près de 1 700 m d'altitude, pour y casser des pierres en vue de la construction de routes.
À la spoliation et la condamnation à ces travaux forcés, s'ajoute une propagande axée sur des actions diffamatoires. En janvier 1943, la presse liée à l’État publie ainsi des listes de "mauvais payeurs" avec l'annonce de leur déportation. Le 12, elle "annonce" une relaxe pour les personnes salariées, les mineurs, les personnes âgées, les femmes et les malades. Les frais de transport, de nourriture et de soins médicaux sont laissés à la charge des travailleurs forcés. Il est aussi indiqué que les "mauvais payeurs" servant sous les drapeaux devront s'acquitter des mêmes corvées une fois leur service terminé.
Pour que les intéressés ne s'échappent pas, les services de police se rendent à l'école et prennent en otage leurs enfants, libérés sous venue du père au poste de police et son départ pour les travaux forcés[réf. nécessaire]. Telles sont les méthodes de l'administration turque sous İsmet İnönü.
Le premier groupe de déportés quitte Istanbul pour Aşkale le 27 janvier. Le Cumhuriyet et le Tasvir-i Efkâr, deux publications qui soutiennent l'Allemagne nazie et l'Italie fasciste, saluent la décision, qualifiant les déportés de « sang étranger » et de « Turcs seulement nominalement » devant être punis pour leur ingratitude et leur déloyauté.
Certains demeureront jusqu'à deux ans à Aşkale, effectuant des travaux forcés d'une extrême pénibilité, sous-alimentés et dormant dans des étables, des cafés et partout où ils peuvent trouver à s'abriter.
Dans ces conditions, plusieurs y laisseront la vie. Les autres reviendront le plus souvent blessés par ce bagne, d'autant plus éprouvant que marqué du sceau de l'injustice.
En dehors de la spoliation patente, le Varlik Vergisi contribuera à une nouvelle vague d'émigration des non musulmans hors de Turquie - sommes toutes un des buts recherchés par İsmet İnönü, un homme qu'Atatürk lui-même avait souhaité voir assassiné[réf. nécessaire].

## Représentation dans la fiction
- Littérature : Metin Arditi, Rachel et les siens (2020)
- Série-télévisée : Seren Yüce et Zeynep Günay Tan, The Club (2021-2022)